# Les Costetes (Abella de la Conca)

Les Costetes, respecte del terme d'Abella de la Conca

Les Costetes, és un indret format per costes del terme municipal d'Abella de la Conca, al Pallars Jussà.
Estan situades en el sector occidental del terme, al sud-oest de la vila d'Abella de la Conca. És al costat de llevant de Cal Moixarda i de lo Llinar i al nord-oest de Cal Jou i de Casa Montsor, al sud-oest de lo Trull del Carreu, al nord del Corral del Castelló i al nord-est de Cabidella.

## Etimologia
En aquest cas, es tracta del nom comú genèric wikt:costa, expressat en diminutiu i plural, esdevingut topònim, de manera que esdevé específic.